# Morris Minor
Cet article concerne la voiture fabriquée entre 1948 et 1971. Pour celle fabriquée entre 1928 et 1934, voir Morris Minor (1928).
La Morris Minor est une voiture du constructeur britannique Morris, présentée à l'Earls Court Motor Show, à Londres, le 20 septembre 1948. Conçue sous la direction de Alec Issigonis, plus de 1,3 million d'exemplaires ont été produits entre 1948 et 1972, en trois séries : la MM (1948), la Série II (1952) et, enfin, la série 1000 (1956).
Initialement disponible en tant que berline deux portes et tourer (convertible), la gamme a été élargie afin d'inclure les berlines quatre portes en 1950, un break à flancs en bois (le "Traveller") à partir d'octobre 1953, une fourgonnette et un pick-up à partir de mai 1953. Ce fut la première voiture britannique vendue à plus d'un million d'exemplaires et elle est considérée comme un exemple classique de la conception automobile, également typique du "style british",,,,,

## Développement

### Origines
La Minor fut conçue en 1941. Bien que la Nuffield Organisation ait été fortement impliquée dans les travaux de guerre et qu'il y eût une interdiction de fabrication de voitures civiles, le vice-président de Morris Motors, Miles Thomas, a voulu préparer le terrain pour de nouveaux produits à lancer dès la fin de la guerre. Vic Oak, l'ingénieur en chef, avait déjà porté à l'attention de Thomas un ingénieur junior prometteur, Alec Issigonis. Issigonis était employé chez Morris depuis 1935 et spécialisé dans le développement des suspensions , mais il a souvent impressionné Oak avec ses idées sur la conception de voitures en général. Issigonis s'était fait particulièrement remarquer par Oak avec son travail sur la nouvelle Morris Ten, qui fut en développement en 1936/37. C'était la première Morris à utiliser un châssis monocoque et a été conçue avec une suspension avant indépendante. Issigonis conçut un système à double triangulation abandonné à cause de son prix, bien que la conception sera utilisée plus tard sur la MG de type Y et beaucoup d'autres MG de l'après-guerre. La Morris Ten entra en production avec un pont arrière rigide. En dépit de sa brève collaboration aux suspensions de la Ten, Issigonis créa également une direction à crémaillère. Comme pour sa conception de suspension, ce système ne fut pas adopté, mais refera surface dans les années d'après-guerre sur la MG de type Y, mais ces idées tendaient à prouver qu'il était le parfait candidat pour conduire le travail de conception sur une nouvelle petite voiture avancée.
Malgré le fait que pratiquement toutes les ressources furent réquisitionnées pour l'effort de guerre, Thomas a néanmoins approuvé la création d'une nouvelle petite voiture familiale qui remplacerait la Morris Eight (en). Bien qu'Oak (et Sidney Smith, directeur technique de Morris) furent en charge globale du projet, c'est Issigonis qui est ultimement responsable de la conception, travaillant avec seulement deux autres dessinateurs. Thomas nomma le projet "Mosquito" et s'assura qu'il resterait aussi secret que possible, à la fois du ministère de l'Approvisionnement et du fondateur de l'entreprise William Morris (devenu Lord Nuffield), qui était encore président de Morris Motors, car il était largement prévisible qu'il ne verrait pas d'un bon œil les idées radicales d'Issigonis.
La conception globale d'Issigonis était de fabriquer une voiture pratique, économique abordable pour le grand public, qui égalerait, si non dépasserait, la commodité et la qualité de la conception d'une voiture plus chère. Par après il résumera son approche de la Minor qu'il voulait concevoir comme une voiture économique que « l'homme moyen aurait plaisir à posséder, plutôt que de le ressentir comme quelque chose auquel il aurait été condamné » et « des gens qui conduisent des voitures de petite taille sont de la même taille que ceux qui roulent en grosses voitures et ils ne devraient pas avoir à subir des intérieurs claustrophobiques ». Issigonis voulait que la voiture soit aussi grande que possible pour sa taille et confortable pour le conducteur inexpérimenté. Tout comme il fera avec la Mini Ten ans plus tard, il conçut le "Mosquito" avec une excellente tenue de route et une direction rapide et précise sans jamais vouloir en faire une faire une voiture de sport, mais pour le rendre sûre et facile à conduire par tous.

### Caractéristiques de conception
La conception d'Issigonis comprenait les idées qu'il avait proposées pour les Ten avant-guerre: Suspension Indépendante et direction à crémaillère, en plus de la poursuite de l'utilisation du châssis monobloc. Pour le "Mosquito", Issigonis fut inspiré par la Citroën Traction Avant, voiture qu'il admira beaucoup, et il proposa des barres de torsion à chaque roue, comme sur la Citroën plutôt que le précédent système de ressort hélicoïdal. La voiture française, lancée en 1934, avait également été l'un des premiers exemples équipés de crémaillères de direction.
Quasiment toutes les fonctions de la Minor servent les objectifs communs de la bonne tenue de route et du maximum d'espace intérieur. Par exemple, Issigonis spécifié des roues de 14" (35,5 cm) pour le "Mosquito". Elles étaient plus petites que toute autre voiture de production de l'époque (la Morris Huit avaient des roues de 17 pouces (43 cm)). Ces petites roues réduisent l'intrusion dans l'espace de la cabine et minimisent la masse non suspendue pour un meilleur confort de conduite et une meilleure stabilité. Les roues elles-mêmes ont été placées aussi loin que possible dans chaque coin du plancher du "Mosquito" pour les mêmes raisons. Il en va de même pour le placement du moteur, loin vers l'avant du compartiment moteur. La plupart des voitures de l'époque avait le moteur quelque peu en arrière de l'essieu avant dans l'intérêt d'une meilleure répartition du poids, mais cela signifie que lorsque chargée de quatre passagers, ces voitures avaient souvent l'arrière particulièrement lourd, conduisant à l'instabilité de la manipulation et au survirage. Mettre le moteur dans le nez du "Mosquito" signifie que légèrement chargée, la voiture avait le nez lourd, conduisant à une meilleure stabilité directionnelle et en pleine charge, elle atteint presque le poids d'équilibre, donc la manipulation et l'adhérence restèrent bonnes quelle que soit la charge transportée. Placer le moteur plus à l'avant permit aussi de maximiser l'espace de la cabine.
La proposition d'Issigonis concernant le moteur fut tout aussi radicale : un quatre cylindres à plat refroidi par eau. L'un des seules restrictions de Miles Thomas à propose du "Mosquito" était qu'il devait avoir un moteur qui ne tombe pas sous le coup de la taxe de roulage britannique qui imposait les voitures par l'intermédiaire d'une formule liée à l'alésage du moteur. En même temps, Thomas souhaitait que la voiture soit attirante sur les marchés d'exportation, qui n'avaient pas de telles restrictions et étaient généralement en faveur de plus grandes cylindrées. La solution d'Issigonis fut le moteur à plat quatre cylindres qui pouvait facilement être produit en deux versions - une version à alésage étroit - de 800 cm3 pour le marché britannique et un 1 100 cm3 à alésage agrandi pour l'exportation. Les deux versions utilisent les mêmes pièces pour le bloc-cylindres (qui de plus peut être produit sur les mêmes machines) et les pistons. La position à plat réduit la longueur totale du moteur, ce qui augmente encore l'espace de la cabine, et abaisse le centre de gravité de la voiture pour une meilleure maniabilité.

### Changements de préproduction
Le moteur s'avéra être un pas de trop. En effet, lorsque la voiture approcha de sa mise au point en 1946, la guerre était finie et la nécessité de garder le secret était devenu inutile et impossible à maintenir, car de plus en plus de personnel et dirigeants Morris devaient être impliqués pour démarrer la production. Beaucoup ont été pessimistes sur les perspectives radicales de la voiture, et surtout l'énorme coût de l'outillage pour une conception ne partageant aucune pièce avec une autre Morris. Lord Nuffield lui-même acquit une forte aversion à la fois contre le "Mosquito" et Issigonis, devenue célèbre en prétendant que le prototype ressemblait à « un œuf poché ». La préférence de Lord Nuffield allait à continuer la production de la classique Morris Eight, qui eut beaucoup de succès avant-guerre, avec quelques retouches de style et des améliorations techniques. En particulier, il objecta que le "Mosquito" est cher et non conventionnel quant à la conception du moteur. Malgré les opinions personnelles de Lord Nuffield, il apparaissait de plus en plus improbable que tous les éléments radicaux pouvaient être mises en œuvre, tout en maintenant le prix de vente à un niveau acceptable et sans engager trop de frais de mise en route à l'usine de Cowley. Il y eut aussi la question de timing, il y avait un gros rush des fabricants britanniques tentant de mettre de nouveaux modèles sur le marché à la suite de la fin de la guerre. Il était connu que Austin travaillait sur une toute nouvelle mais conventionnelle voiture qui serait lancée en 1947. Le lancement du "Mosquito" fut proposé pour 1949 et la date limite sembla de plus en plus improbable en raison des nombreuses caractéristiques innovantes de la voiture. Le conseil Morris insista sur le lancement du "Mosquito" lors du premier Salon automobile de Londres de l'après-guerre en octobre 1948.
Plusieurs des propositions d'Issigonis furent réexaminées, en premier la suspension à quatre roues indépendantes à barres de torsion fut changée pour un agencement classique de pont rigide qui fut ensuite remplacé par un classique arrangement à ressorts à lames. Les propositions de Miles Thomas pour compenser le coût du moteur à plat par l'introduction de versions de sport de et haut de gamme Wolseley du "Mosquito" furent rejetées et il devint clair que la seule façon de surmonter les obstacles financiers et personnels du projet consistait à adopter une version légèrement révisée du moteur obsolète de la Morris Eight à soupapes latérales. Miles Thomas démissionna de son poste chez Morris Motors au cours de cette débâcle. Malgré les changements les principes fondamentaux des concepts d'Issigonis (une cabine spacieuse, avec des petites roues à chaque coin, un moteur placé fort en avant, la direction à crémaillère et les roues avant à suspension indépendante à barre de torsion) restèrent.
Pendant que Thomas se battait pour l'avenir du "Mosquito", Issigonis avait réglé le style de la voiture. Bien que plus tard dans sa carrière Issigonis se fasse connaître pour des conceptions très fonctionnelles, il fut fortement influencé par le style des voitures Américaines modernes, en particulier le Packard Clipper et la Buick Super. Une nouvelle fonctionnalité fut un jeu de phares plus bas, faisant partie intégrante de la grille de radiateur (Issigonis avait d'abord esquissé des phares escamotables cachés derrière les sections de la grille, mais ils ne furent jamais mis en œuvre). Le prototype "Mosquito" original, qui attira le commentaire 'œuf poché' de Lord Nuffield, fut conçu sur des proportions semblables aux voitures d'avant-guerre, étant relativement étroit pour sa longueur. À la fin de 1947, pendant que l'usine de Cowley préparait déjà l'outillage pour la production, Issigonis n'était pas heureux avec l'apparence de la voiture. Il fit couper le prototype en deux dans le sens de la longueur et écarter deux moitiés jusqu'à ce que le résultat lui semble "juste". Le modèle de production a donc 10 cm plus large que le prototype et, en accord avec les principes de conception d'Issigonis, cette modification améliora encore l'espace intérieur et la tenue de route. Cela donna à la voiture un air distinctif et clairement moderne, les proportions contrastant avec celles de l'Austin A30. Bien qu'elle ne sera lancée qu'en 1952, elle est encore reconnaissable au style d'avant-guerre dans la taille et les proportions. Ce changement de dernière minute exigea un certain nombre de solutions de contournement - les pare-chocs avaient déjà été produits, et les premières voitures les portaient coupés en deux avec une plaque de 10 cm boulonnée à la jointure. Le capot reçut une section plate ajoutée à sa ligne médiane et le plancher avait deux sections de 5 cm, ajoutées de chaque côté du tunnel de transmission.

### Du "Mosquito" à la "Minor"
Le dernier changement fut apporté au nom de la voiture. Il était initialement prévu que le nom de code "Mosquito" deviendrait également le nom du modèle de production. Mais Lord Nuffield n'aimait pas le nom, et le département marketing de Morris a voulu un nom rassurant pour ce qu'il craignait d'être un modèle de voiture radicalement innovant qui serait difficile à vendre, craignant la méfiance du public. La voiture fut nommée Minor, en référence à la Morris Minor de 1928, qui introduisit un certain nombre de fonctionnalités innovantes et fut la première voiture à quatre roues proposée pour la somme de seulement 100 livres.
La nouvelle Morris Minor fut lancée au British Motor Show à Earls court à Londres le 27 octobre 1948. La gamme d'origine comportait uniquement une berline deux portes et un tourer (randonneuse, voiture décapotable) deux portes avec un moteur de 918 cm3 et un prix de lancement de 358 £. Morris a lancé les nouveaux modèles Morris Oxford et Morris Six au même salon en plus de variantes Wolseley des deux voitures, qui étaient des versions de la nouvelle Minor intégrant toutes les caractéristiques et conceptions d'Issigonis suggérées sous la direction de Vic Oak. Les idées et les principes de conception de base des gammes complètes de l'après-guerre Morris et Wolseley portaient les marques d'Issigonis.

## Minor MM
La série originale des Minor MM fut produite entre 1948 et 1953. Elle comprend une paire de berlines quatre-places, à deux portes et (à partir de 1950) une quatre portes, et un cabriolet quatre places "Tourer". La suspension avant à barre de torsion a été partagée avec la plus grande Morris Oxford MO (en), comme fut la construction presque-monocoque. Bien que la Minor fut initialement conçue pour accueillir un moteur 4-cylindres à plat, à la fin de la phase de développement elle fut équipée par un moteur à soupapes latérales à quatre cylindres en ligne, peu différent de celui monté dans la Morris 8 de 1935, et qui produisait 27,5 ch (21 kW) et un couple de 50,3 N m. Ce petit moteur poussait la Minor à seulement 103 km/h, avec une consommation de carburant de 7 L/100 km. Elle était équipée de freins à tambours aux quatre roues.
Au début, les voitures avaient une section peinte au centre du pare-chocs pour couvrir l'élargissement de la voiture de production par rapport au prototype. Cet élargissement de 102 mm est également visible dans les plis dans le capot. Les exportations vers les États-Unis ont commencé en 1949 avec les phares retirés de l'intérieur de la calandre et montés plus haut sur les ailes pour répondre aux exigences de sécurité. En 1950, une version à quatre portes a été rendue disponible, initialement uniquement pour l'exportation, et arborant des phares sur les ailes plutôt que dans la calandre. Cette position plus élevée des phares devint la norme pour toutes les Minor dès 1951. Au départ, les Minor avaient des indicateurs de direction de type sémaphore qu'elles gardèrent jusqu'en 1961. Un essai routier du magazine Autocar de 1950 signalait qu'il ne s'agissait "pas de l'habituel type à auto-annulation, mais intégrait un temps de base du mécanisme de retour dans un interrupteur en dessous le tableau de bord, en face du conducteur". Il était trop facile pour un passager pressé de quitter son siège et de heurter en endommageant un indicateur "flipper", qui était encore sorti du pilier central, n'ayant pas encore été renvoyé en position fermée par la base de temps du mécanisme de retour. Une autre innovation vers la fin des années 1950 a été une pompe à eau (remplacant un système lié à la gravité), qui permit au fabricant de proposer un dispositif de chauffage intérieur "en option".
À la fin la production de la première série, un peu plus d'un quart de million d'exemplaires ont été vendus, 30 % d'entre eux du modèle convertible "Tourer".
Une randonneuse "Tourer" de 1 098 cm3 testée par le magazine britannique The Motor en 1950 avait une vitesse de pointe de 94 km/h et put accélérer de 0 à 80 km/h en 29,2 secondes. Cependant, le moteur de 918 cm3 met plus de 50 secondes pour passer de 0 à 97 km/h. Une consommation de carburant de 6,7 L/100 km fut enregistrée. La voiture de l'essai coûtait 382 £ taxes comprises.

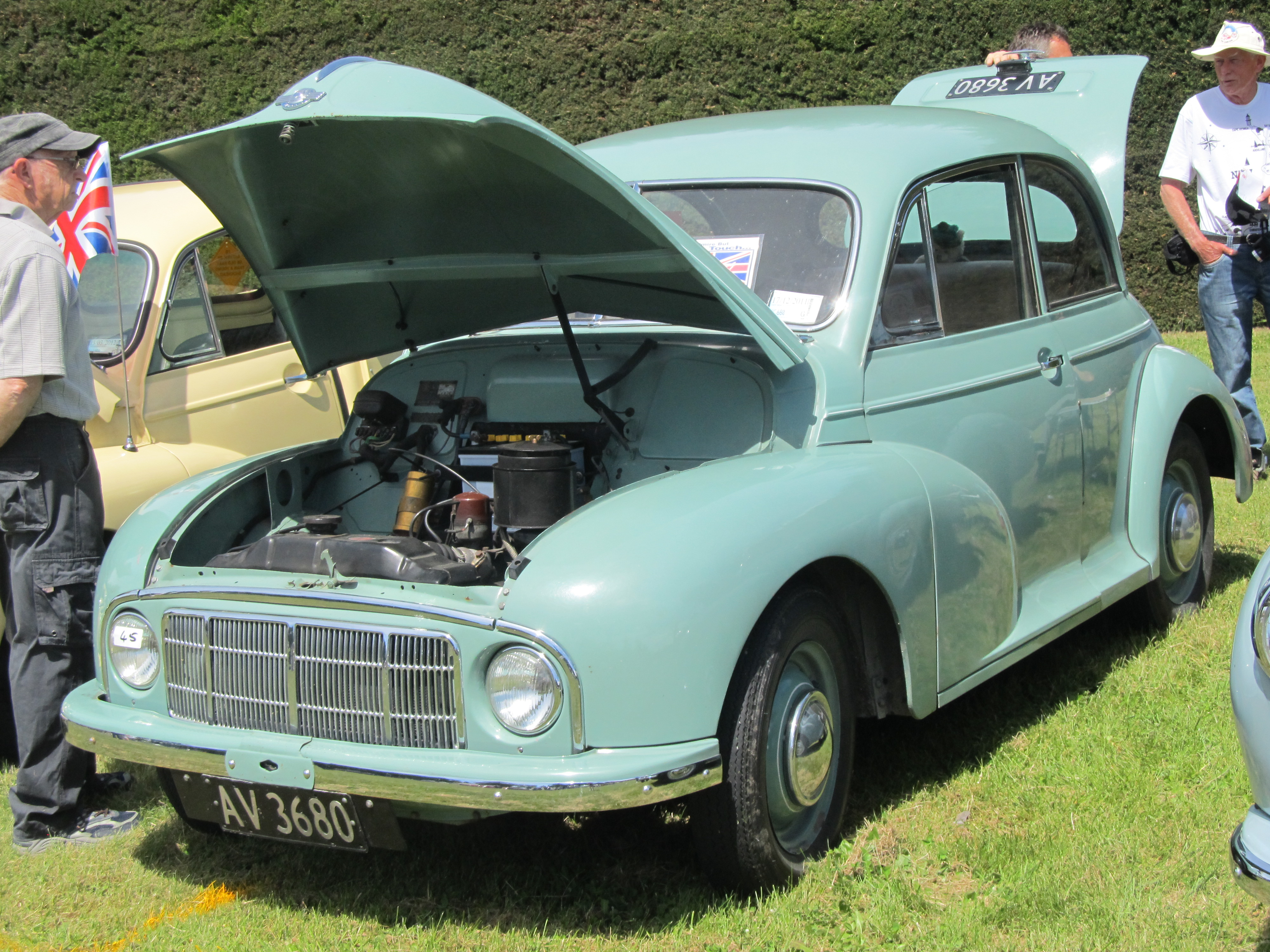
Berline Morris Minor MM 2 portes de 1949
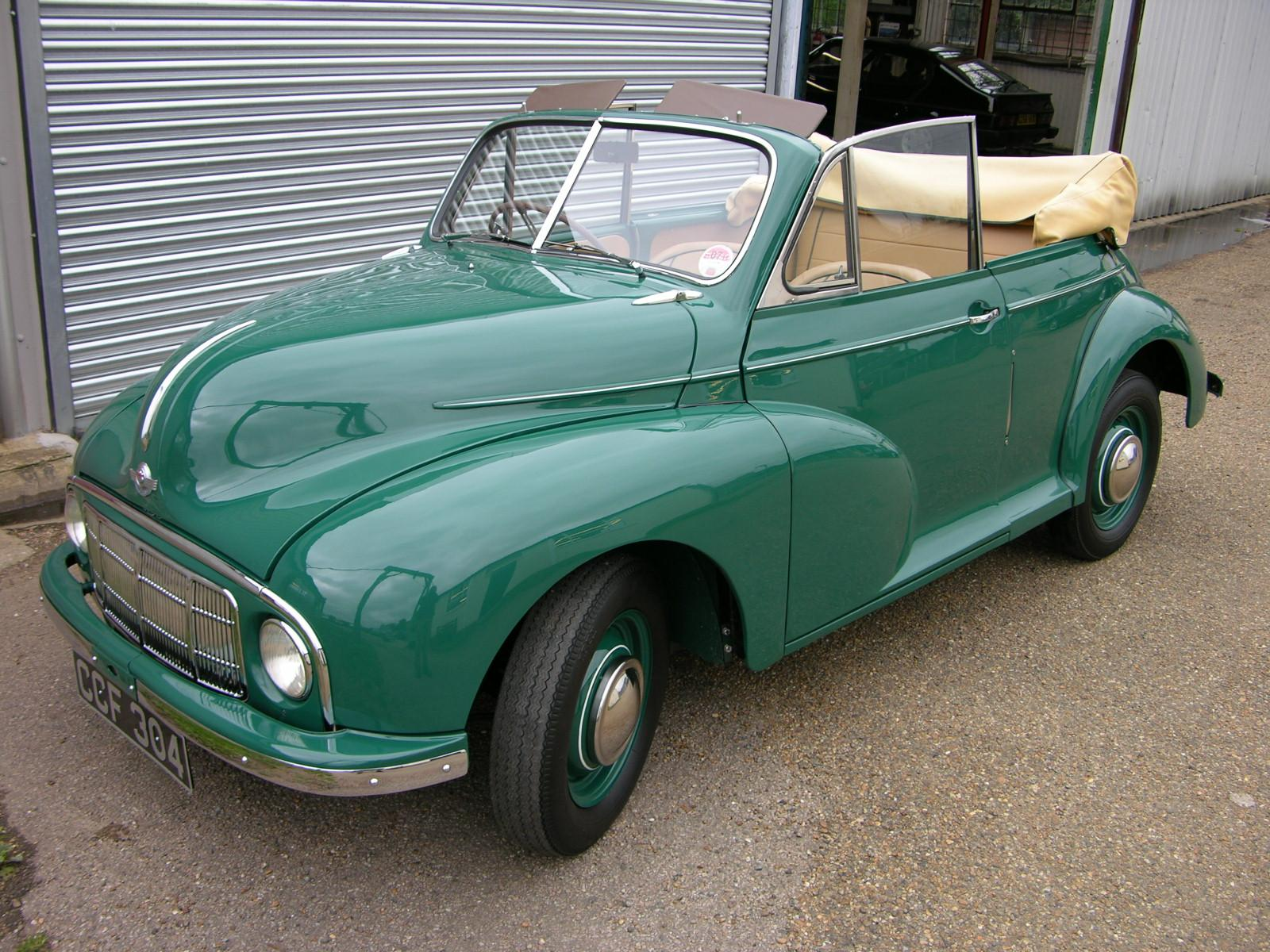
1949 Minor MM tourer
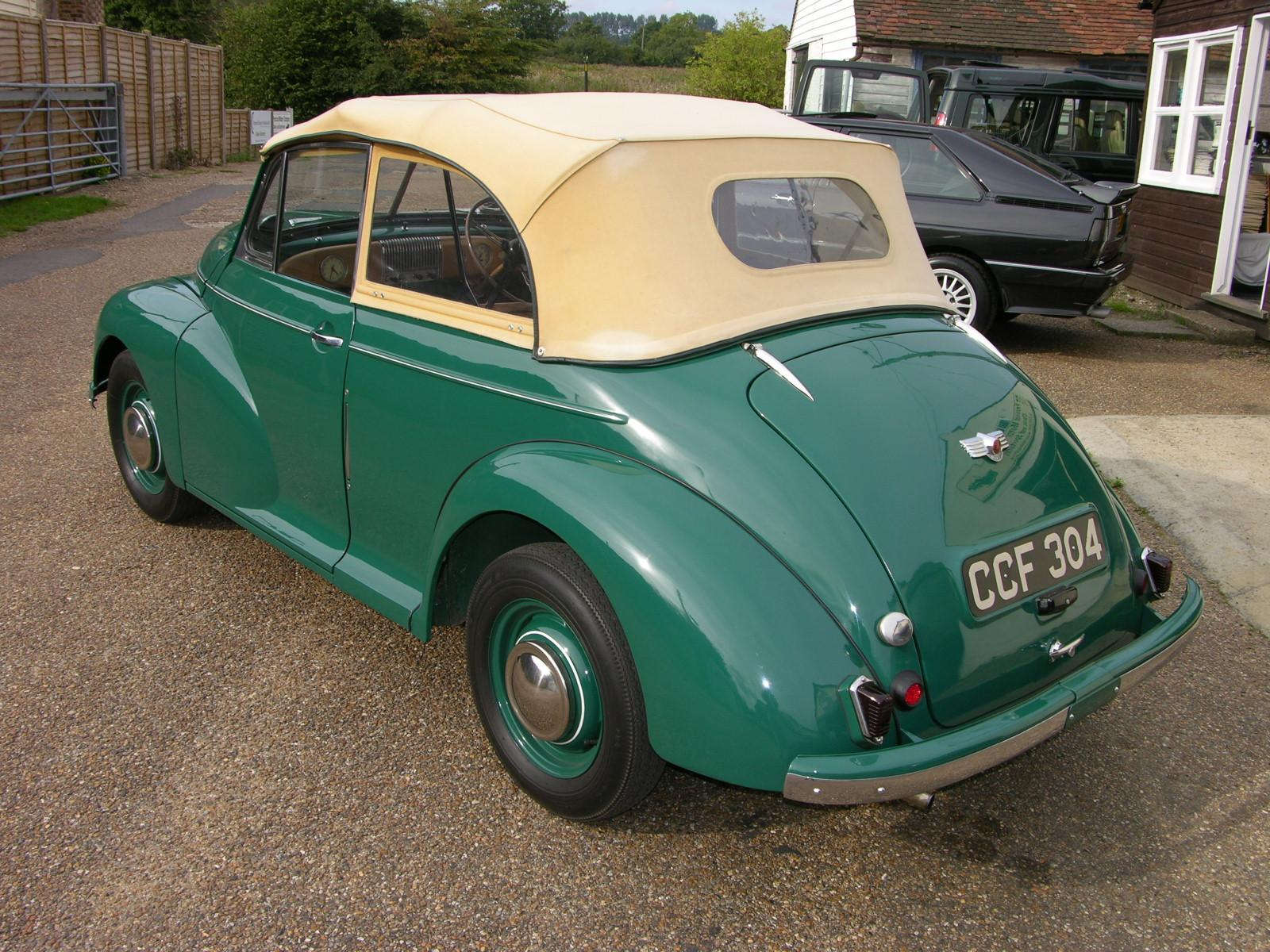
Capote souple et rideaux latéraux érigés
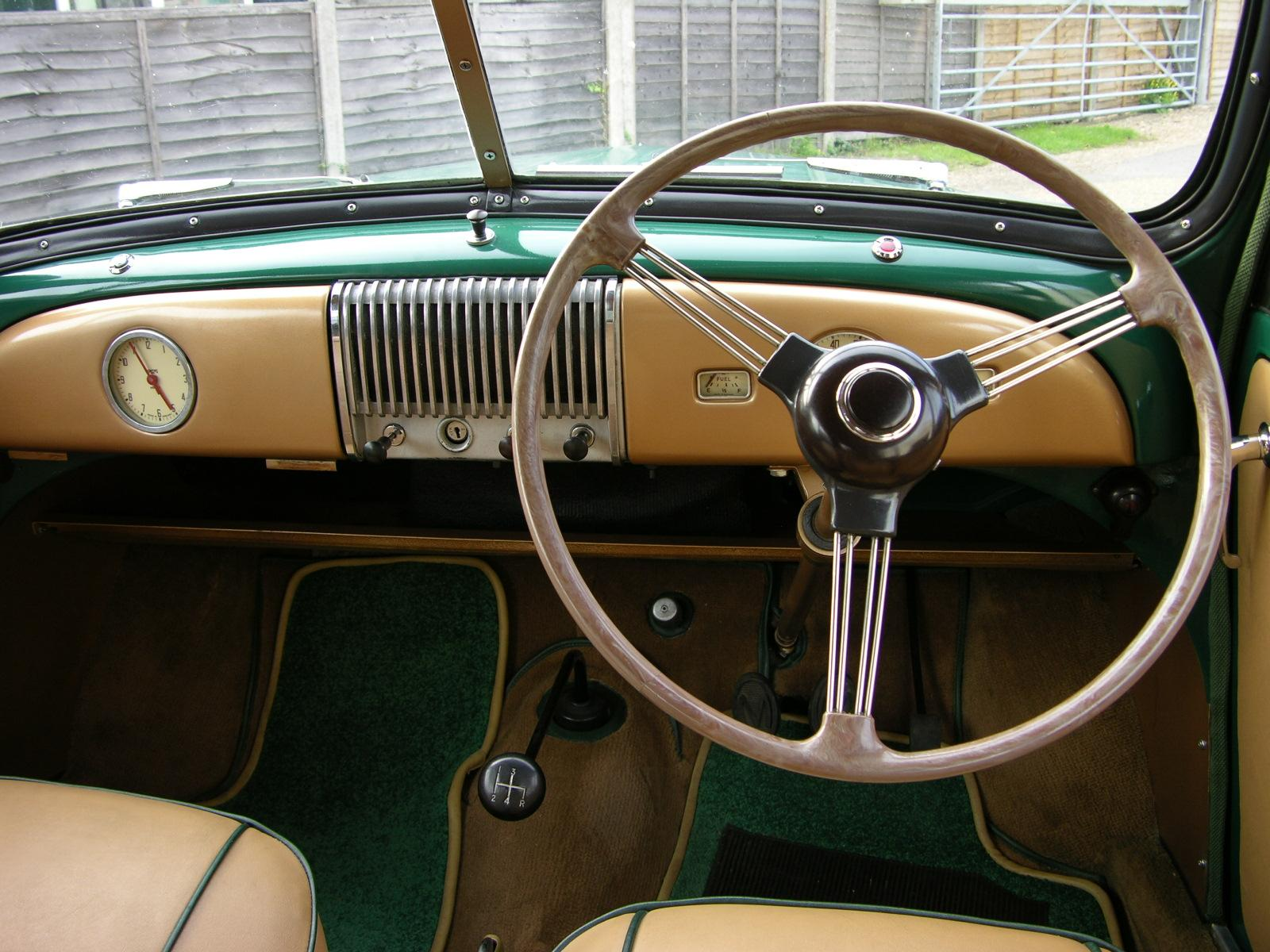
Tableau de bord
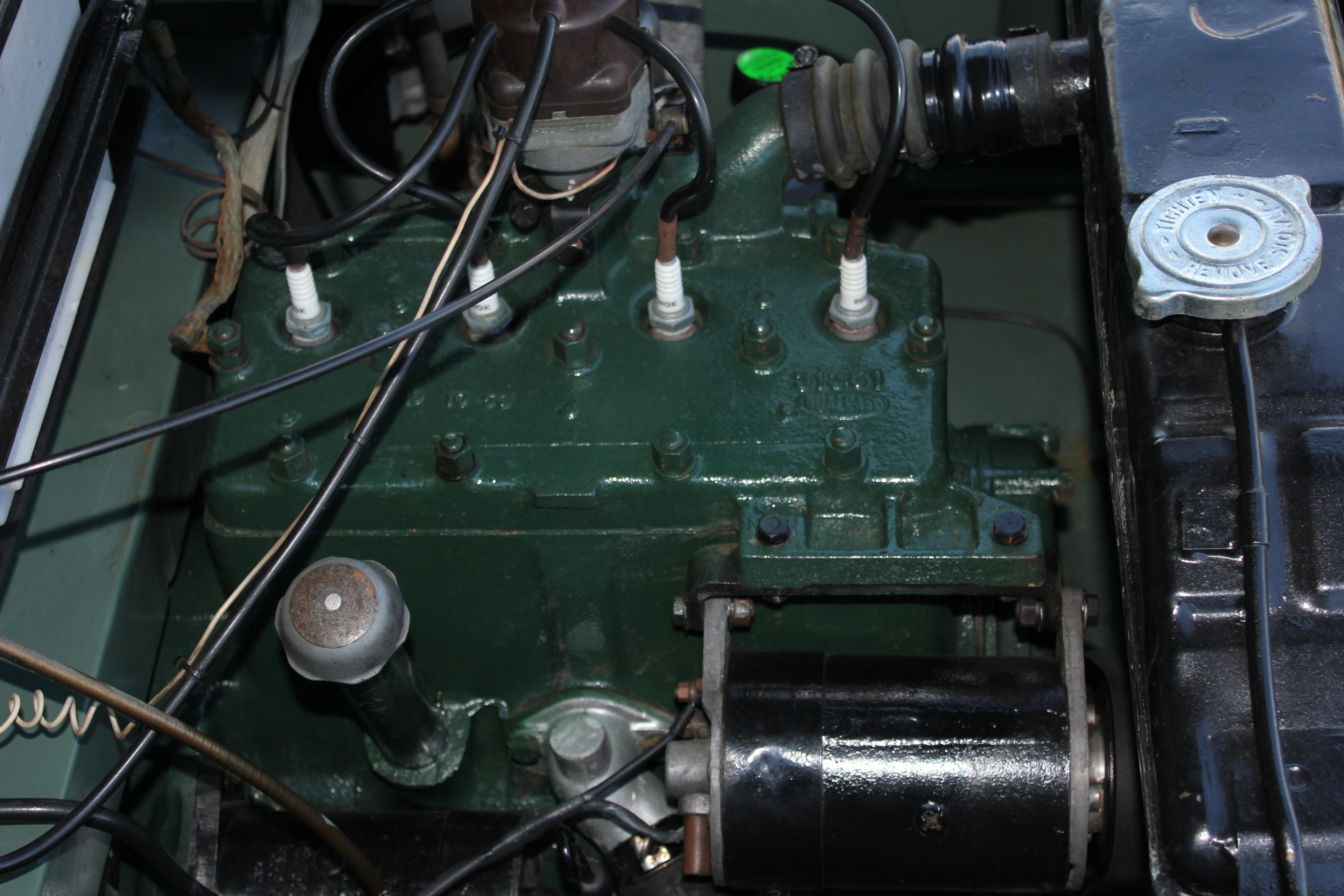
Moteur de série U à soupapes latérales de 918 cm3

## Minor Série II
En 1952, la gamme Minor fut mise à jour avec le moteur de conception Austin à soupapes en tête Série-A de 803 cm3, remplaçant le moteur à soupapes latérales. Le moteur fut conçu pour le principal concurrent de la Morris Minor, l'Austin A30, mais devint disponible après la fusion d'Austin et de Morris dans la British Motor Corporation. Le nouveau moteur semblait plus fort, bien que toutes les dimensions aient été plus petites que l'ancien. L'accélération de 0 à 97 km/h en 52 secondes est toujours calme, avec 101 km/h comme vitesse maximale. La consommation de carburant a également augmenté et est maintenant de 7,8 L/100 km.
Une version break a été introduite en 1952, connue sous le nom "Traveller" (tradition chez Morris pour les breaks, également visible sur la Mini). Le Traveller a une structure externe en frêne à l'arrière, avec deux portes arrière à charnières latérales. Le cadre a été verni plutôt que peint et est une caractéristique très visible du style de la carrosserie. Des modèles commerciaux, dénommés Morris Fourgonnette Quart-de-Tonne et Pick-up furent ajoutés en mai 1953. Les carrosseries arrière de toutes les versions de la fourgonnette sont en acier. Les cabriolet et berline 4 places sont toujours proposés.
Le magazine The Motor a testé une berline quatre portes en 1952. Elle a enregistré une vitesse de pointe de 100 km/h et une accélération de 0  à   80 km/h en 28,6 secondes. Une consommation de carburant de 7,2 L/100 km fut enregistrée. La voiture de l'essai coûtait 631 £ taxes comprises.
Moteur: 1952-56: Série-A de 803 cm3, quatre cylindres en ligne, 30 ch (22 kW) à 4 800 tr/min et 54 N m à 2 400 tr/min.
Une calandre à lamelles horizontales fut montée à partir d'octobre 1954, ainsi qu'un nouveau tableau de bord avec indicateur de vitesse central.
269 838 exemplaires de la Série II furent produits jusqu'en fin 1956.

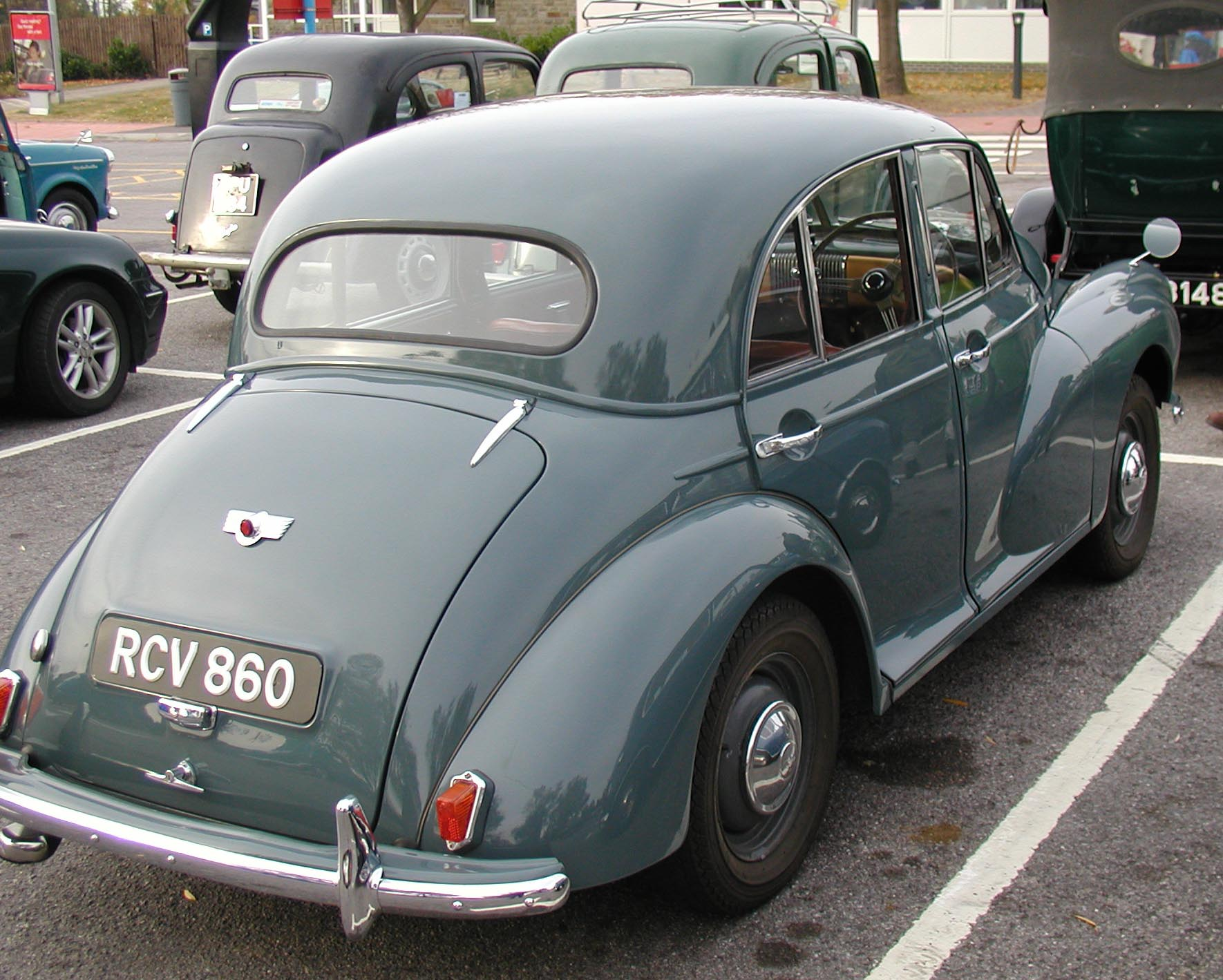
Berline Minor à quatre portes enregistrée en octobre 1953
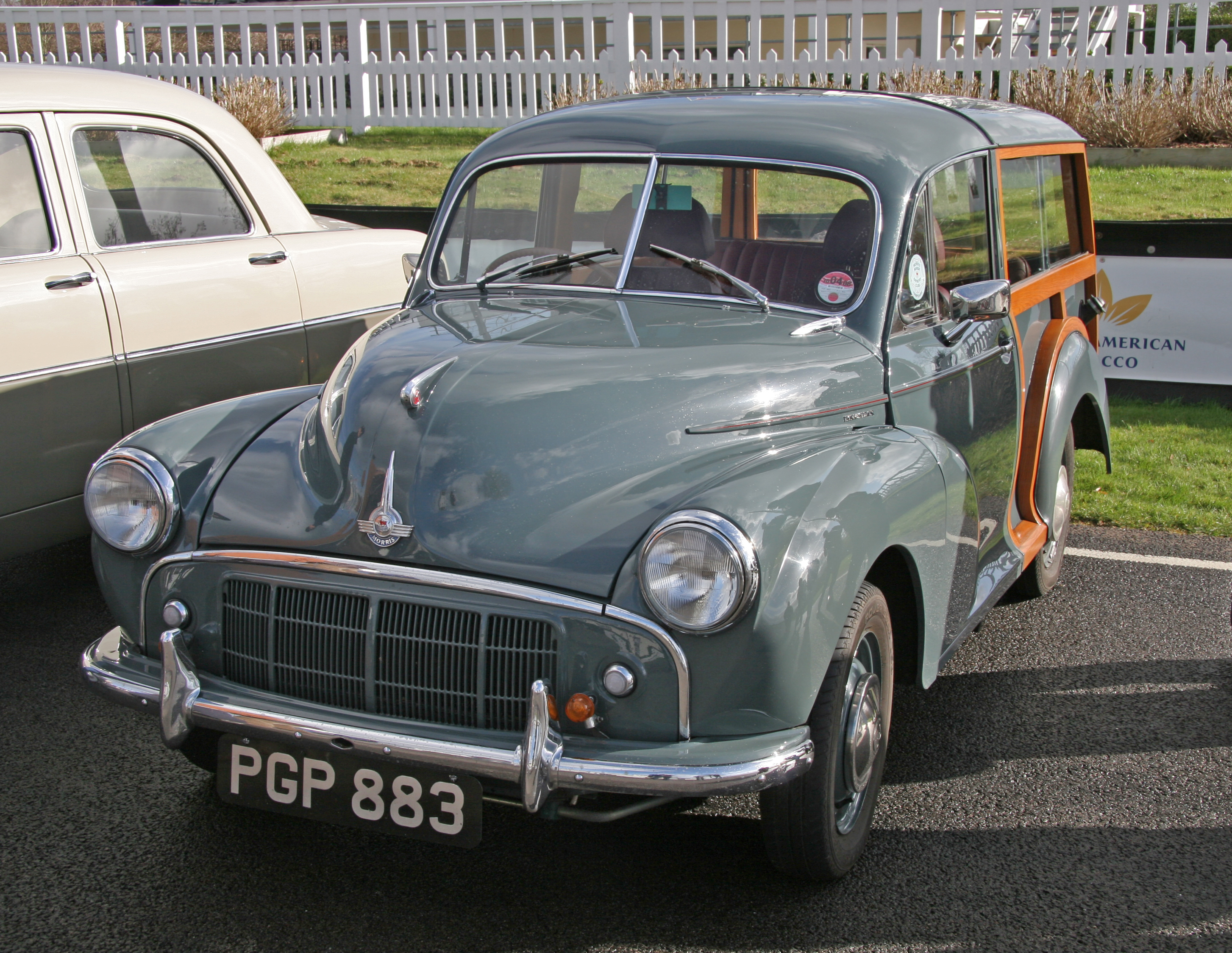
Minor Traveller enregistré en septembre 1954
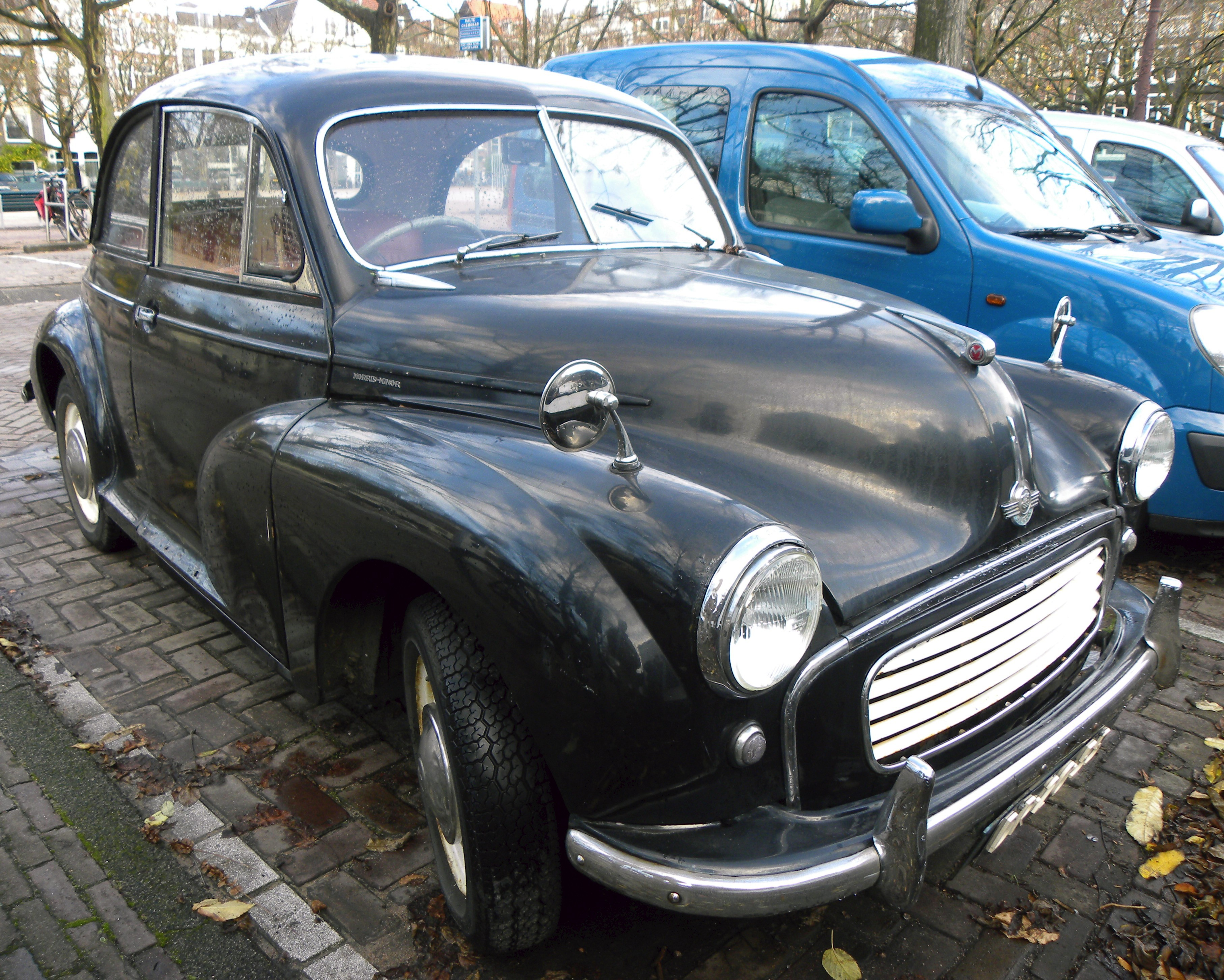
Berline Morris Minor de la Série II à deux portes (avec plus tard des lamelles de calandre horizontales)
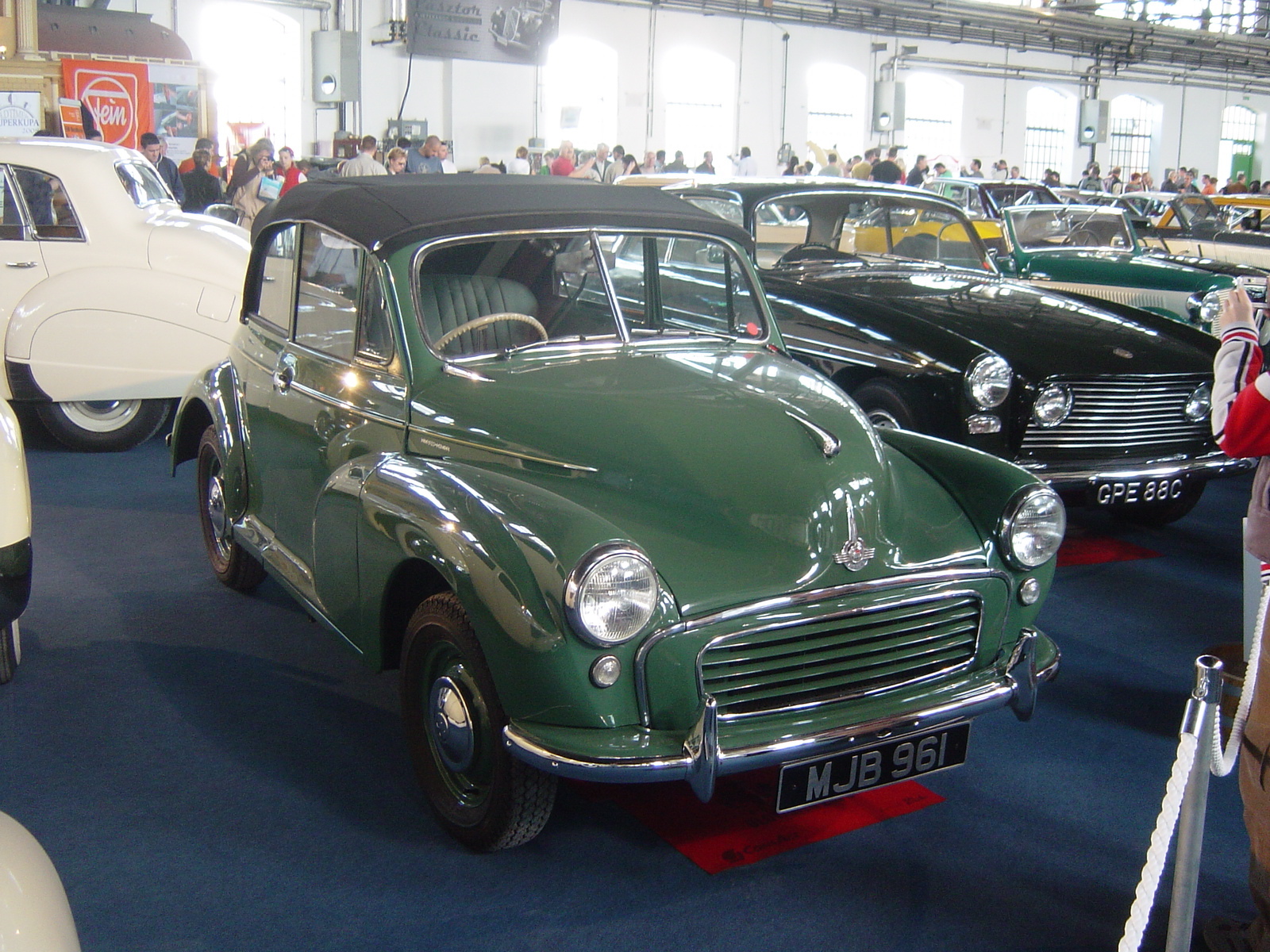
Tourer Morris Minor Série II (avec plus tard des lamelles de calandre horizontales)

## Minor 1000
La voiture a de nouveau été mise à jour en 1956, lorsque la capacité du moteur a été augmentée à 948 cm3. Le pare-brise deux pièces fut remplacé par un pare-brise courbe d'une seule pièce et la lunette arrière fut élargie. En 1961, les indicateurs de direction de type trafficateurs furent remplacés par des clignotants, de style américain, rouge à l'arrière (en utilisant le même type d'ampoule à filament que la lampe de frein) et blanc à l'avant (à l'aide d'un deuxième filament lumineux plus puissant dans l'ampoule du feu de position) qui était légal au Royaume-Uni et dans de nombreux marchés à l'exportation, à l'époque (comme la Nouvelle-Zélande). Une voiture haut de gamme basée sur la coque de la Minor équipée du plus grand Moteur BMC Série-B fut vendue comme Riley One-Point-Five (en)/Wolseley 1500 à partir de 1957: les versions de cette variante Wolseley/Riley ont également été produites par BMC Australie (en) comme Morris Major (en) et Austin Lancer (en).

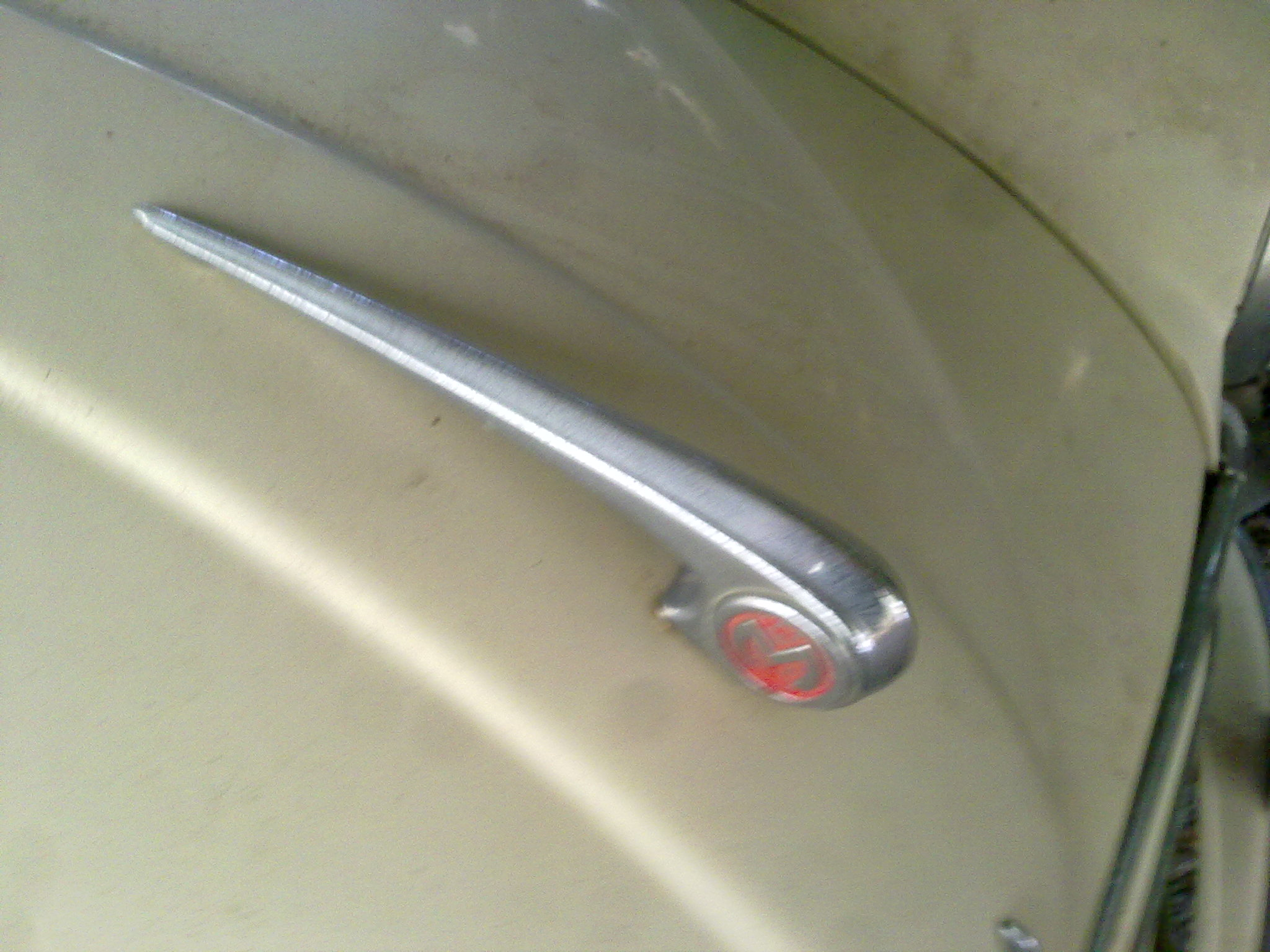
Ornement de capot de la Morris Minor
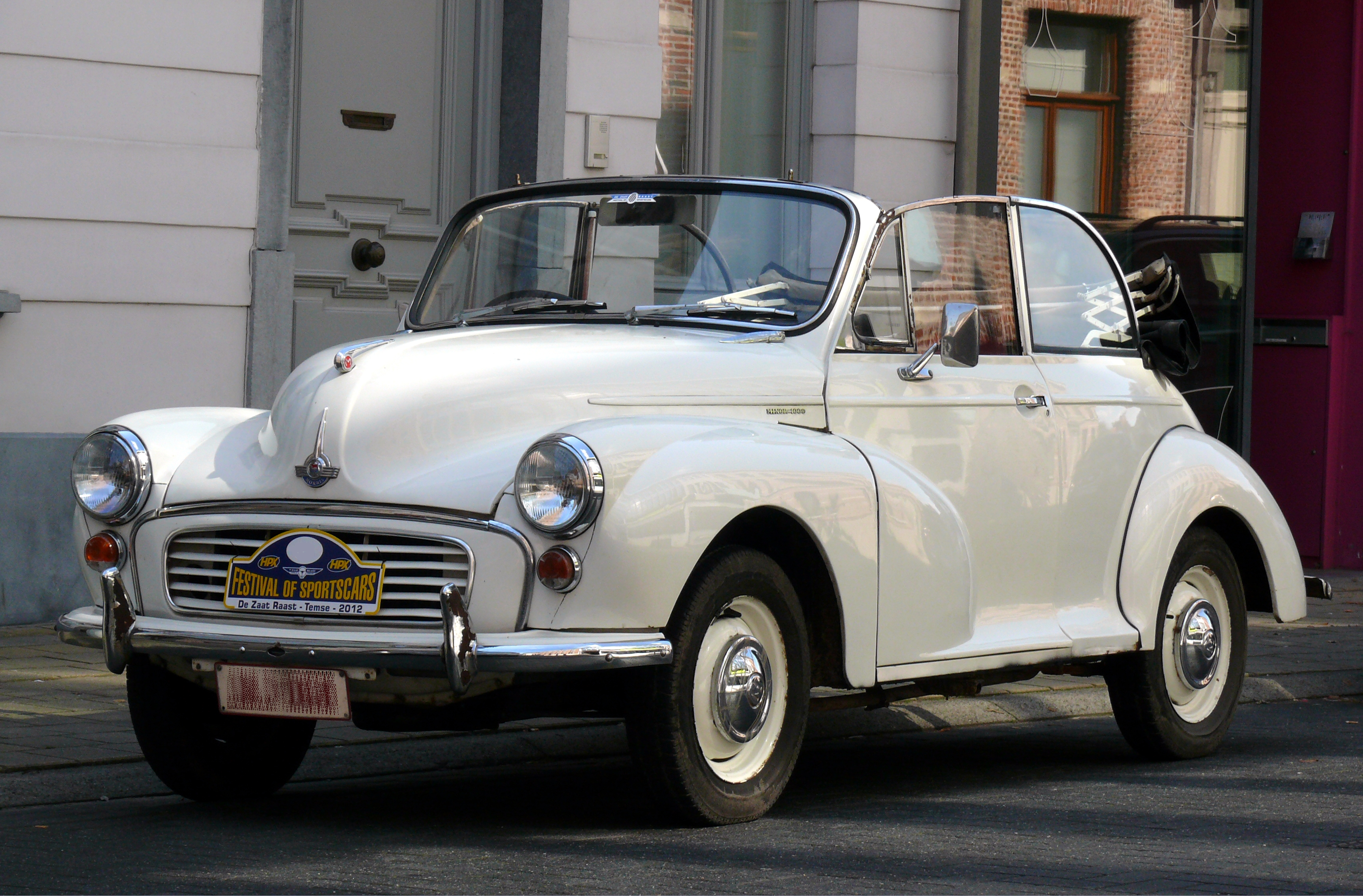
Morris Minor 1000 Convertible
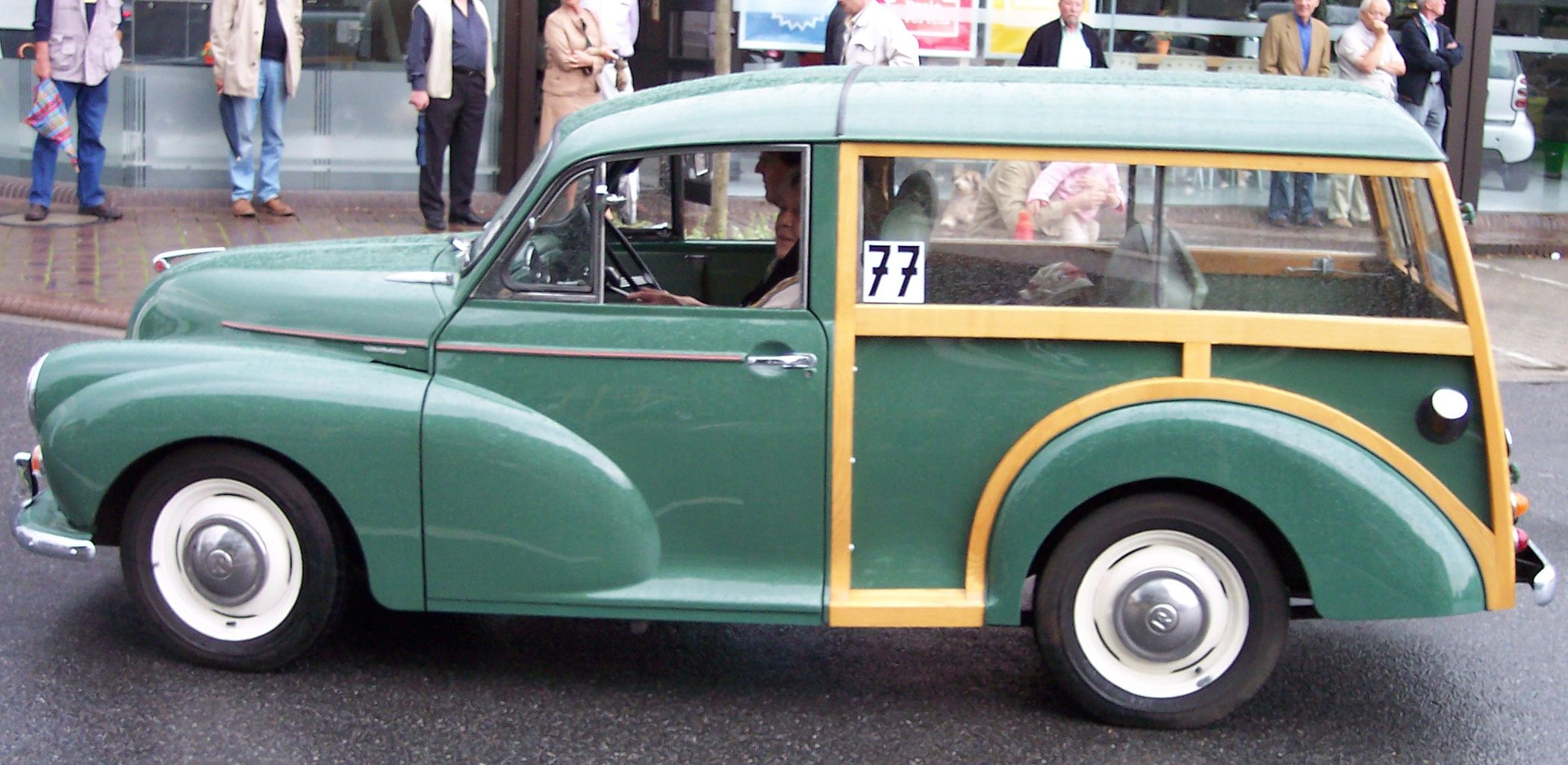
Fourgonnette Morris Minor 1000 Traveller
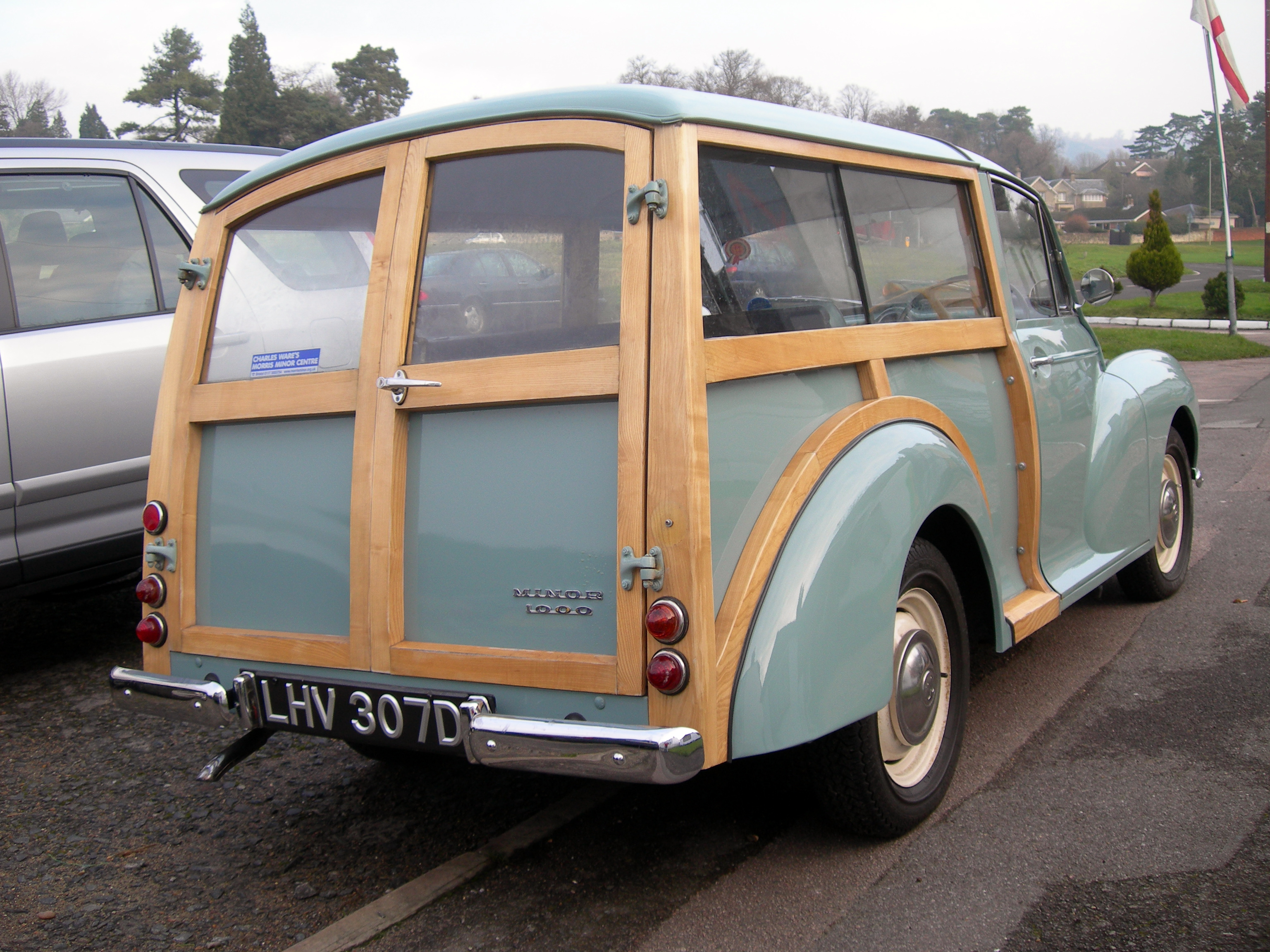
Morris Minor 1000 Traveller (enregistrée en février 1966)

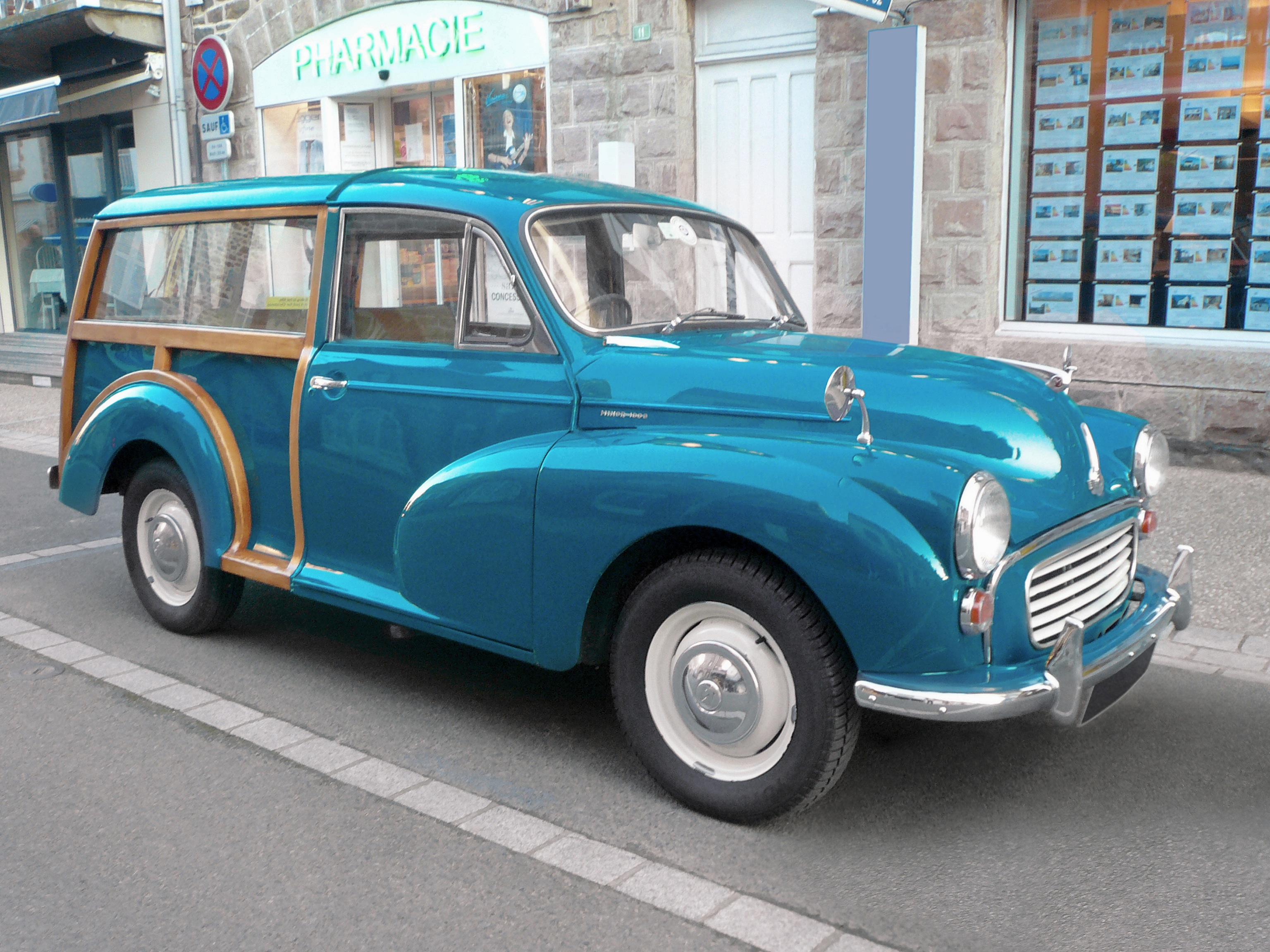
Fourgonnette Morris Minor 1000 Traveller, vue avant ...
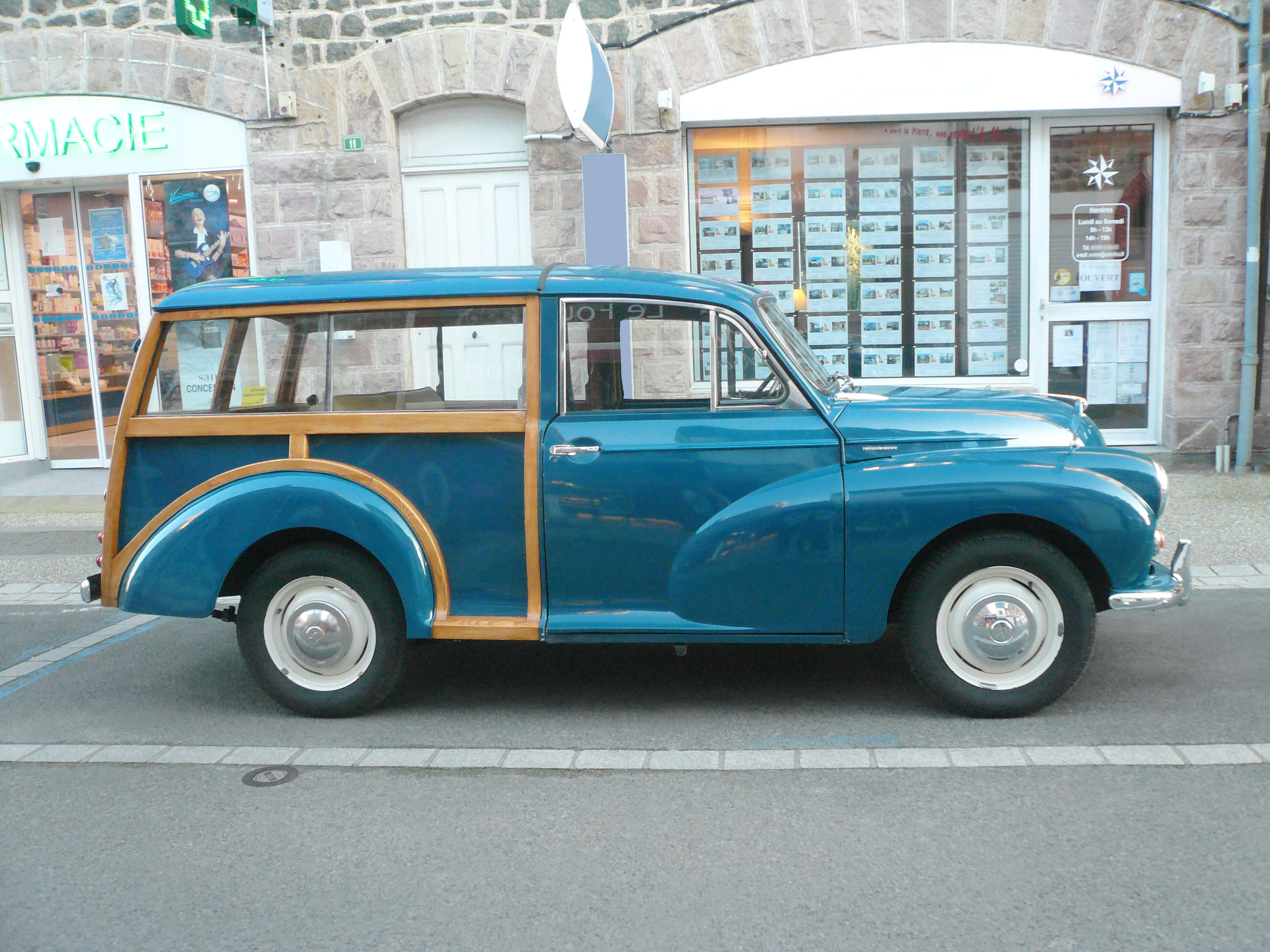
Vue de profil...
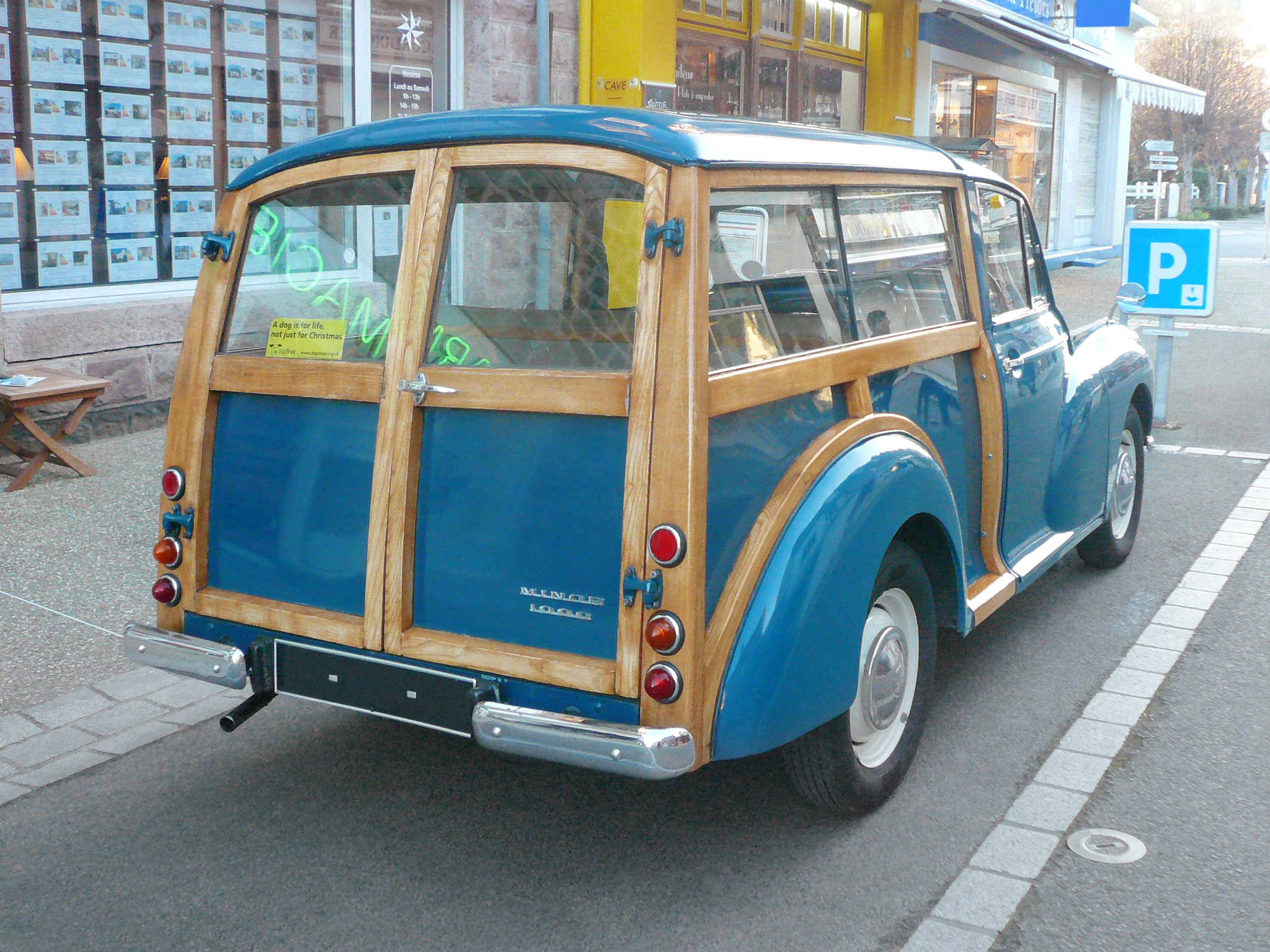
Vue arrière...
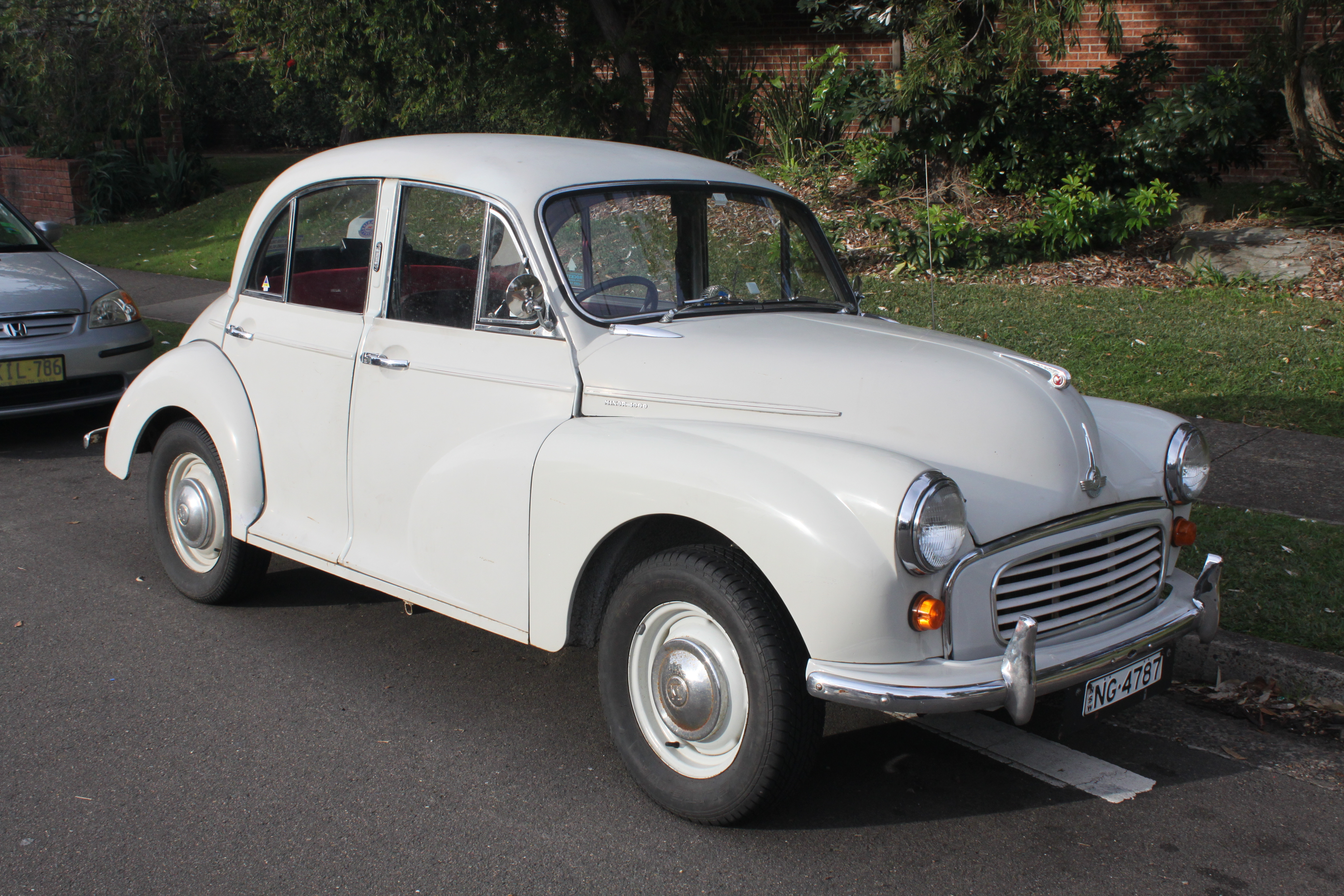
Berline Morris Minor 1000 4 portes
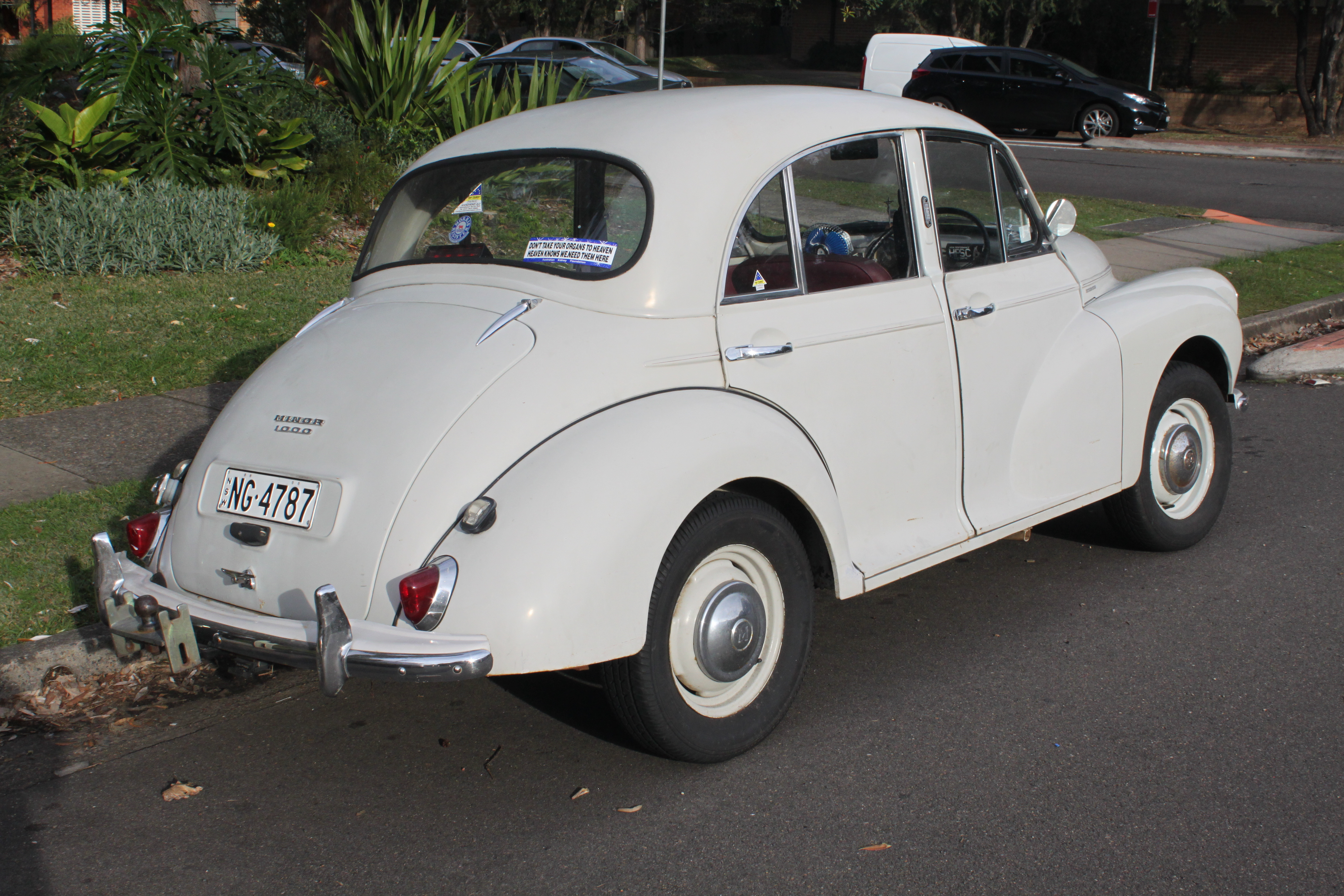
Berline Morris Minor 1000 4 portes
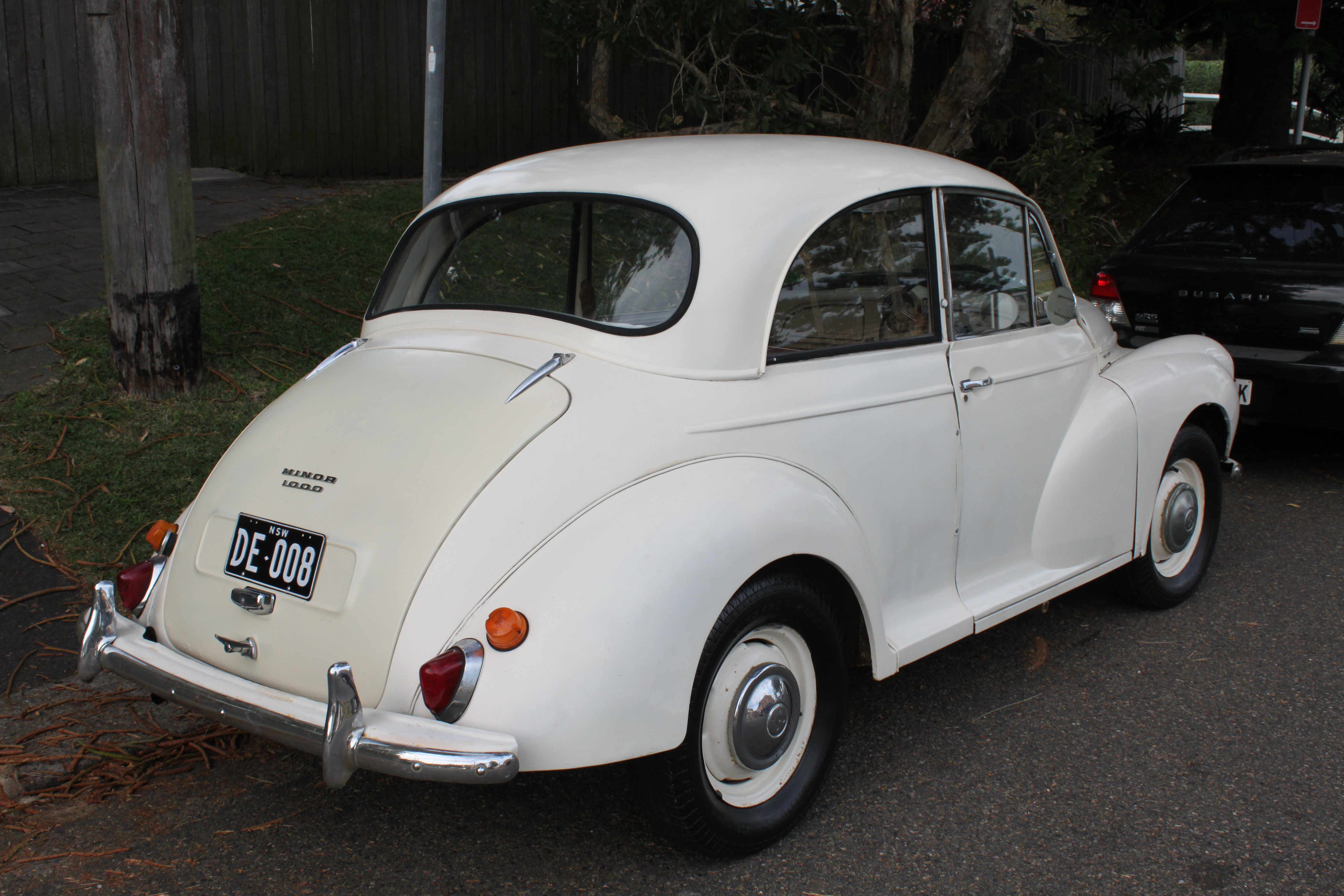
Berline Morris Minor 1000 2 portes

### Minor Million
En décembre 1960, la Minor de Morris est devenue la première voiture britannique vendue à plus d'un million d'exemplaires. Pour commémorer la réalisation, une édition limitée de 350 berlines Minor deux portes (une pour chaque concessionnaire Morris du Royaume-Uni) fut réalisée en couleur lilas et intérieur blanc. L'insigne de nom sur le côté du capot fut aussi modifié pour se lire "Minor 1 000 000" au lieu de "Minor 1000". La millionième Minor fut remise à l'Union nationale des journalistes (en), qui avait prévu de l'utiliser comme prix d'un concours d'aide au fonds de l'union de la Veuve et de l'Orphelin. La société présenta en même temps une Minor à Londres au Great Ormond Street Hospital for Sick Children, mais cette voiture était un gâteau.

### ADO59
La dernière des grandes améliorations aux Minor ont été apportées en 1962. Bien que le nom Minor 1000 ait été conservé, les changements étaient suffisants pour que le nouveau modèle puisse disposer de son propre numéro de développement ADO. Une version plus grande de l'existant moteur Série-A a été développée en collaboration avec le spécialiste en culasses Harry Weslake pour la nouvelle gamme ADO16 Austin/Morris 1100. Ce nouveau moteur utilisa un plus grand bloc que l'ancien 948 cm3, avec l'augmentation de l'alésage et de la course portant le total de la cylindrée à 1 098 cm3. Bien que la consommation de carburant ait augmenté modérément à 7,4 L/100 km, la vitesse maximale de la Minor passa à 124 km/h avec des améliorations notables dans le couple à bas régime, offrant une conduite plus agréable. D'autres changements comprennent une modification de la disposition du tableau de bord avec des commutateurs à bascule, le boîtier à instruments en acier texturé, et un couvercle de boîte à gants plus convexe. Un chauffage différent complète la mise à niveau de l'intérieur, tandis que des plus grands blocs d'indicateurs de direction / feux de position, communs à de nombreux véhicules BMC de l'époque, ont été montés à l'avant des ailes. Ces ensembles comprenaient maintenant une ampoule distincte et une lentille ambrée pour les indicateurs de direction, et des blocs de feux arrière avec lentille ambrée pour les indicateurs de direction.
Les moteurs
- 1956-62: BMC Série-A quatre cylindres en ligne de 948 cm3, 37 ch (28 kW) à 4 750 tr/min et 68 N m à 2 500 tr/min.
- 1962-72: BMC Série-A quatre cylindres en ligne de 1 098 cm3, 48 ch (36 kW) à 5 100 tr/min et 81 N m à 2 500 tr/min.

## Déclin et remplacement
Au cours de la vie du modèle Minor 1000, la production a baissé. La dernière Convertible/Tourer a été fabriquée le 18 août 1969, et les berlines ont été abandonnées l'année suivante. La production des Travellers plus pratiques et des versions commerciales cessa en 1972, bien que des exemplaires de tous les modèles furent encore théoriquement disponibles auprès des revendeurs disposant d'un surplus d'invendus pendant un petit moment. Selon Newell (1997), 1,6 million de Minor ont été fabriquées au total et Wainwright (2008) prétend même que 1 619 857 Minor ont finalement été vendues tous modèles confondus.
La Minor fut officiellement remplacée sur les lignes de production de Cowley par la Morris Marina (ADO28), qui fut principalement conçue comme réponse à la Cortina, vedette des ventes de Ford (et à bien des égards, d'une ingénierie très conservatrice). Construire une voiture de taille moyenne capable d'assurer des volumes de vente importants (et en particulier dans les marchés Fleet très lucratifs) était une difficulté que BMC n'avait jamais surmontée. La Marina a été développée sous l'œil vigilant de la direction de British Leyland et utilisait un plancher et un train roulant délibérément similaire à la Minor pour rationaliser la production et minimiser l'effort financier associé au développement du châssis et du réoutillage.
Le successeur spirituel de la Morris Minor était sans aucun doute la gamme ADO16 Austin/Morris 1100, qui fut lancée en 1962, et visait à le même marché de la petite familiale (et remplaça la Minor dans certains marchés à l'exportation, tels que l'Australie et la Nouvelle-Zélande). Le style croustillant, la suspension hydrolastic innovante et la traction avant (elle-même une "montée en puissance" du principe de la Mini) fait d'ADO16 un digne successeur de la Minor. Toutefois, en raison de l'engagement de la British Motor Corporation dans l'usine Morris à Cowley, et l'usine Austin à Longbridge – en plus d'une forte demande pour les deux produits – la production des deux voitures a continué en parallèle pendant près de Ten ans. Ironiquement, la production de l'ADO16 survécut à la Minor seulement trois ans, avant d'être supprimée en faveur de l'innovation, axée sur l'exportation, bien qu'encore sous-développée, l'Austin Allegro en 1974.

## Sécurité
Malgré les quatre principales mises à jour de la Minor en 23 ans de production, très peu de "dispositifs de sécurité" étaient intégrés à la conception. Des dispositions ont été prises pour la ceinture de sécurité au début des années 1960, mais la rigidité de la structure de la voiture monocoque était dangereusement insensible aux chocs. Pour un bref laps de temps, en 1968, l'épaisseur de l'acier utilisé pour le capot et les portes a diminué de 1,2 mm à 1,0 mm afin d'agir comme une zone de déformation, mais tandis que les ailes continuent à être fabriquées en tôles d'acier doux de 1,4 mm, la modification est inutile et inefficace, et a été annulée en 1969 car elle augmentait l'écrasement de l'habitacle dans les collisions.
Le modèle Mark II modifié à partir du modèle "pénombre" pour rencontrer les normes canadiennes d'éclairage, avec des phares plus grands et plus lumineux pour augmenter la visibilité dans le brouillard et pendant les sombres hivers canadiens.
Les modèles australiens, et modèles "tourer" fabriqués en Grande-Bretagne et exportés vers l'Australie disposaient de pare-brise et vitres en verre de sécurité, afin de se conformer à la réglementation locale. Les modèles australiens avaient également des feux clignotants en plus des sémaphores standard sur les Minor 1000 indigènes.

## Fourgonnette quart-de-tonne et pick-up
Des versions fourgonnettes fermées et ouvertes à plat ("pick-up") de la Minor ont été construites à partir de 1953 jusqu'à la fin de la production. Elles ont été conçues pour une utilisation commerciale de petites entreprises, bien que beaucoup ont été également utilisées par les grandes sociétés. Les versions fourgonnettes ont été très populaires au General Post Office, les premières versions (vers 1956) ayant des ailes avant en caoutchouc afin de faire face aux situations parfois impitoyables dans lesquelles elles étaient censées travailler. La fourgonnette et le Pick-Up diffèrent de la construction monocoque de la Berline et des variantes Traveller, en ayant un châssis séparé. Elles diffèrent aussi dans les détails tels que des amortisseurs arrière télescopiques, ressorts arrière à lames plus rigides et à faible ratio d'écarts pour faire face à des charges plus lourdes.
Ces véhicules ont été initialement commercialisés sous les noms Morris Quarter Ton Van et Pick-up avec une désignation Série III appliquée à partir de 1956. Les noms Morris 6cwt Van et Pickup ont été utilisés à la suite de l'introduction du moteur de 1 098 cm3 moteur en 1962  et des versions 8cwt ont été ajoutés en 1968,.
Avec Austin et Morris faisant partie de BMC, les véhicules commerciaux basés sur la Minor 1000 ont également été commercialisés comme les Austin 6cwt et Austin 8cwt.

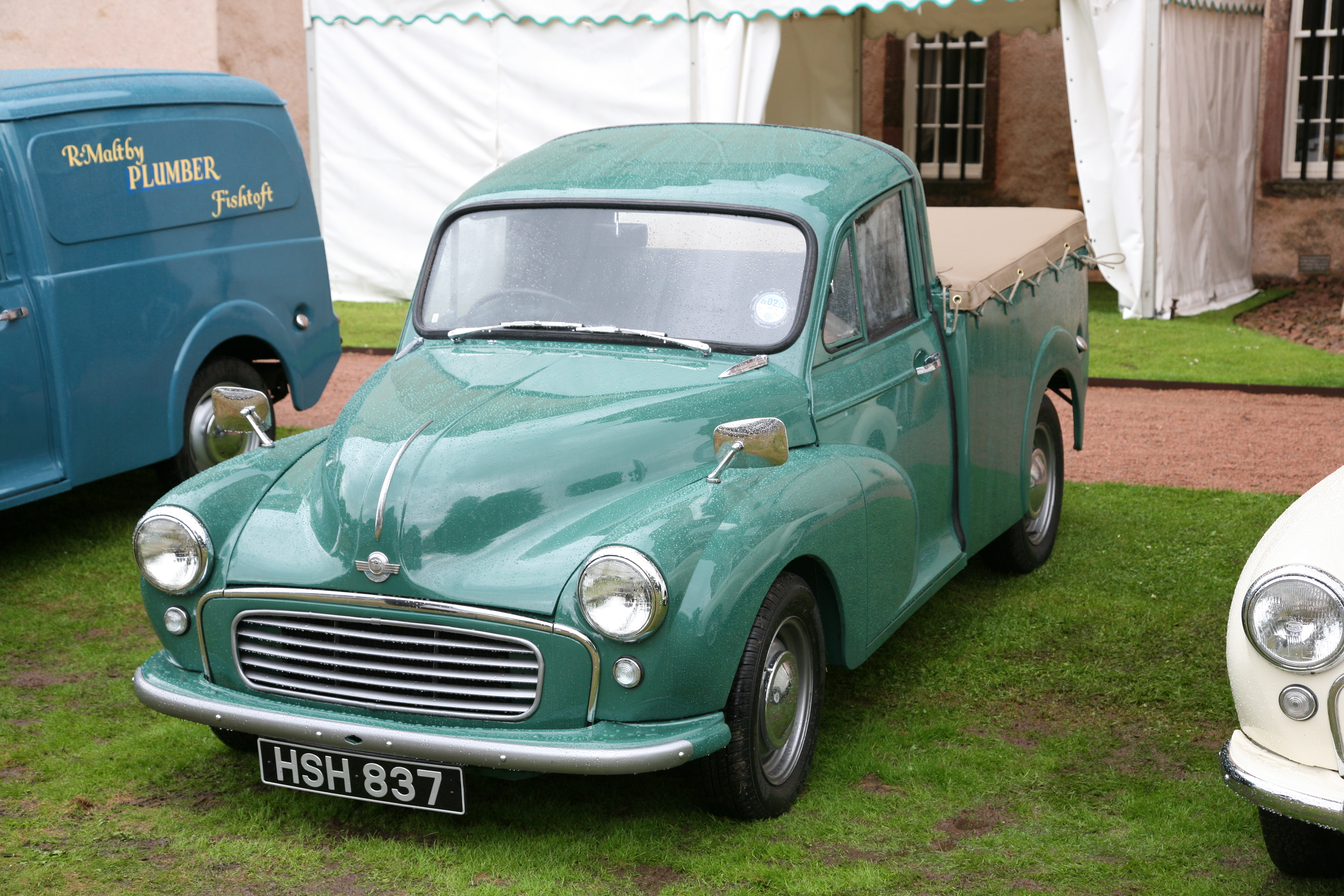
Pick-Up Morris 6cwt de 1962
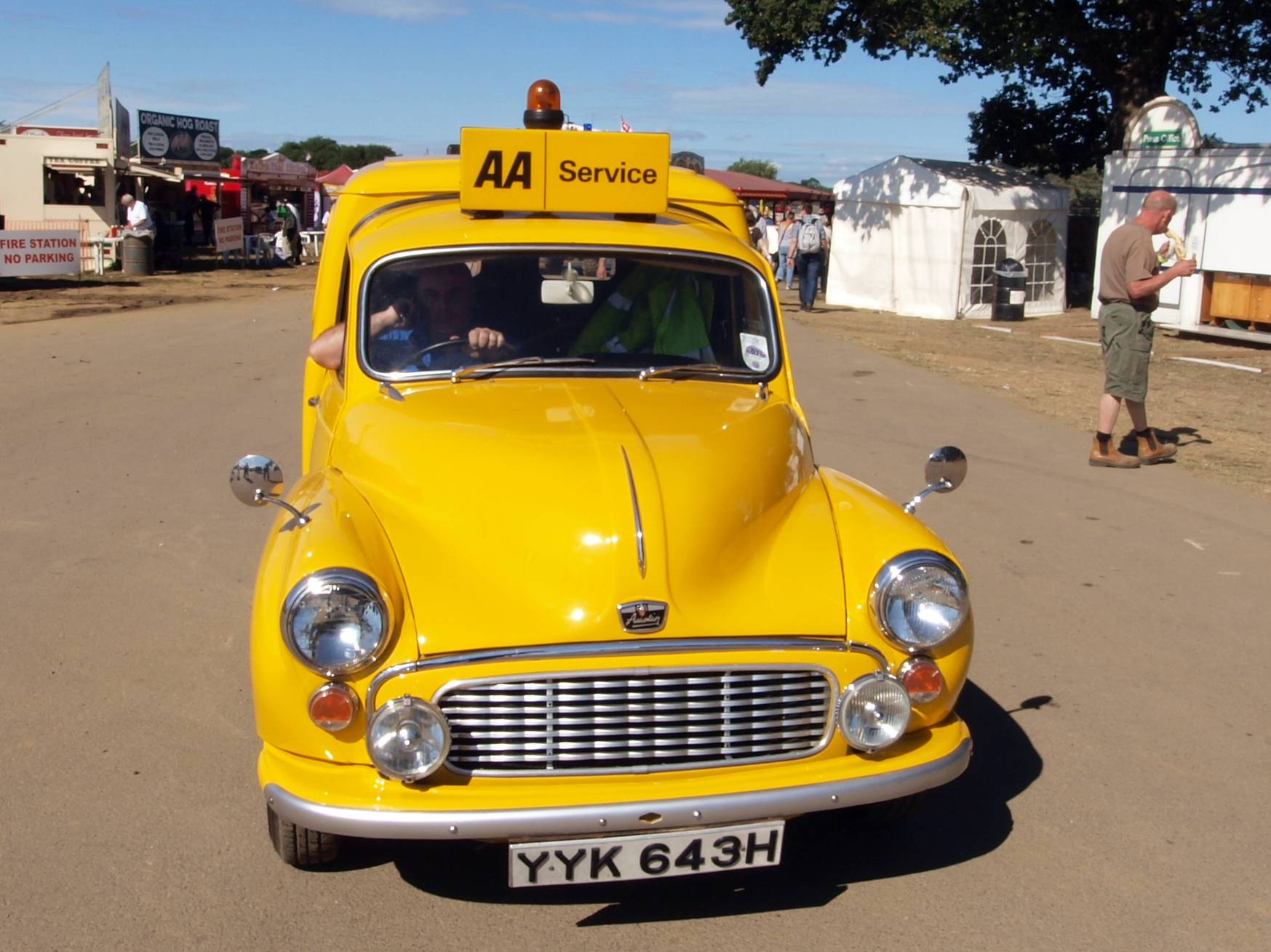
Fourgonnette Austin 6cwt

## Dans la culture populaire et le cinéma
Une Morris Minor 1000 blanche de 1967 est pilotée par l'Infirmière Gladys Emmanuel (Lynda Baron) dans la série de comédie, Ouvert à Toute heure (en).
Une Morris Minor 1000 noire de 1957 fait une brève apparition aux côtés d'une Austin-Healey Sprite jaune de 1958, en 1973 dans le film comédie-drame American Graffiti.
La phrase d'ouverture du premier single des Stranglers en 1977 "(Get A) Grip (On Yourself) (en)" cite la Morris Minor 1000: "on n'a pas d'argent pour acheter une Morrie".

## Morris Minor aujourd'hui

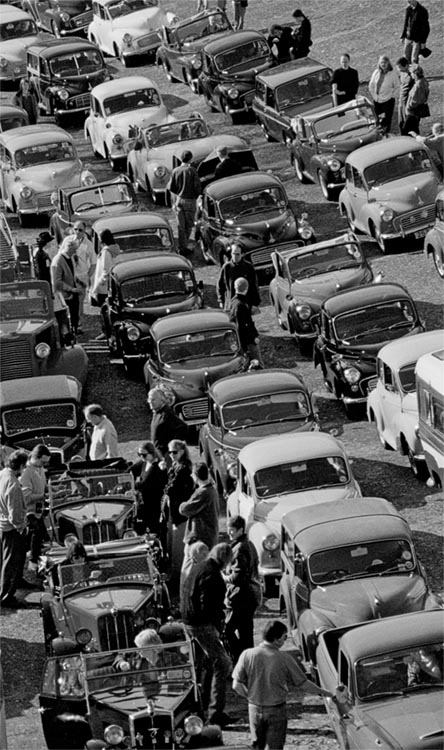
Rallye Morris Minor à Brooklands, Surrey

Aujourd'hui, la Morris Minor et la 1000 sont parmi les mieux desservis des voitures familiales dans le mouvement des anciennes voitures et continuent à gagner en popularité. La persistance de l'affection pour le "Moggie" (surnom britannique souvent employé pour un banal chat, ou une Morgan) ou "Morrie" (Australie et Nouvelle-Zélande) se reflète dans le nombre de véhicules restaurés et améliorés en Grande-Bretagne, en Australasie et en Inde. En plus de moteurs plus puissants, des améliorations souhaitables rendues nécessaires par l'augmentation de la densité du trafic depuis que la Minor fut retirée de production comprennent le remplacement des freins à tambour d'origine par des disques. D'autres mises à niveau importantes comprennent la version 1 275 cm3 du moteur série-A, raillé par les amateurs de Morris Marina comme l'une des principales raisons pour lesquelles de nombreuses Marina furent mises au rebut, ou du moteur Nissan A (en) de même taille, qui partage toutes les dimensions courantes du moteur de la Morris Minor à l'exception de la taille du piston. Le présentateur de l'émission Top Gear, Jeremy Clarkson a dit un jour que la Morris Minor est la Volkswagen Coccinelle de la Grande-Bretagne (bien que cela ait été dit de manière péjorative). Il y a encore de nombreuses pièces de rechange pour ces voitures, et les pièces sont bon marché par rapport aux voitures modernes.